# Getto w Sanoku

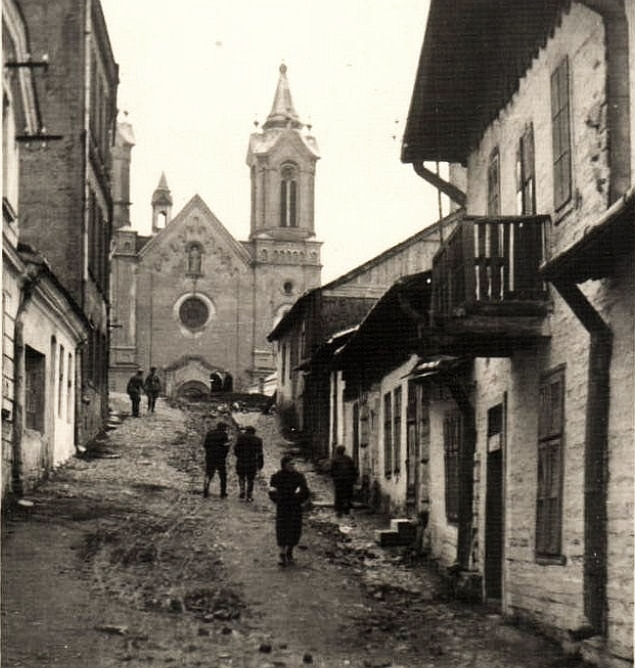
Sanok, ulica Łazienna dawniej Berka Joselewicza (fragment nieistniejącej dzielnicy żydowskiej) z roku 1941, w tle Kościół Przemienienia Pańskiego

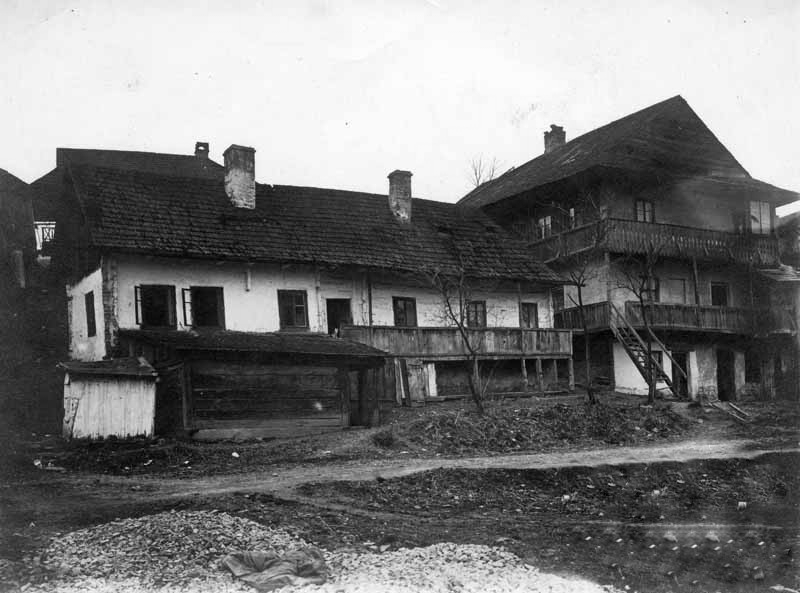
Zabudowa dzielnicy żydowskiej od strony północnej (ok. 1914)

Getto w Sanoku (jid. ‏סאַנאָקער געטאָ‎, Sanoker geto) – żydowska dzielnica istniejąca w Sanoku powstała w połowie XVII wieku. Położona była na terenie dawnych Jatek. 
W czasie okupacji niemieckiej, funkcjonowała od 1941 do lata 1943. 

## Historia
Rejestr podatkowy z roku 1567 wymienia tylko jednego żydowskiego rzemieślnika prowadzącego działalność w Sanoku. Kolejna wzmianka źródłowa świadcząca o obecności Żydów pochodzi dopiero z roku 1676, w której jest mowa o skardze na zgodę w nabywania przez Żydów domów od katolików w obrębie miasta oraz na wykonywanie prac rzemieślniczych w czasie uroczystych świąt. Najstarsza księga miejska Sanoka z lat 1685-1697 podaje informację o istnieniu gminy żydowskiej.  
Getto zlokalizowane było na terenie dawnej dzielnicy handlowej zwanej Jatkami pomiędzy placem św. Michała i ulicami Łazienną, Zamkową, Berka Joselewicza, Jana III Sobieskiego oraz obecną Żydowską. W okresie Zjazdu Górskiego w Sanoku we wrześniu 1936 powstał film nakręcony przez Augustea Piccarda, który filmował stylową zabudowę ówczesnej dzielnicy żydowskiej. Dzielnica była również tematem malarskim sanockiego artysty Leona Getza z roku 1935. Sanocka gmina żydowska posiadała kirkuty: stary przy ulicy Jagiellońskiej oraz nowy na Kiczurach, zaś główna synagoga znajdowała się przy rynku. 
W początkach XX wieku ten zakątek śródmieścia Sanoka z przyległymi ulicami zamieszkiwała biedota żydowska. Marian Pankowski wspomina, że przychodził tu sprzedawać ryby na szabas. Ten kwartał miasta był całkowitym przeciwieństwem żydowskiej dzielnicy Bogatych Sklepów położonej zaledwie o kilkadziesiąt kroków.
Zdarzały się również akty wrogości między mniejszościami etnicznymi ówczesnego Sanoka. Sanok jeszcze przed pierwszą wojną światową znany był w okolicy z obrzędu Judasza. W Wielką Środę wyznaczeni chłopcy zrzucali z wieży kościoła parafialnego kukłę wypchaną trocinami z rudymi włosami ubraną w chałat skradziony wcześniej z płotu w dzielnicy żydowskiej. Po zrzuceniu straszydła na bruk, tarmoszono kukłę i nawoływano „Bij Żyda”, przebiegając z pałkami uliczkami dzielnicy i okładając nimi Judasza w stronę Sanu. Nad rzeką podpalali kukłę i wrzucali do wody. Żydowscy handlarze w tym czasie zamykali drzwi. 

### Archeologia
W trakcie prac budowlanych przy niwelowaniu terenu obecnego ogródka jordanowskiego odkryto pod ziemią duże ilości ceramiki, zarówno potłuczonych jak i gotowych przedmiotów glinianych, zwłaszcza naczyń. Wśród zinwentaryzowanych przedmiotów były kafle piecowe, tzw. garnkowe, co może świadczyć o ciągłości osadnictwa w tym miejscu od XV lub XVI wieku. W przylegającym do dzielnicy domu mansjonarskim odkryto również podczas remontu kapitalnego resztki kafli piecowych z dekoracją  aniołów podtrzymujących tarczę z herbem Polski. Drugi ośrodek garncarski w Sanoku zlokalizowany był w pobliżu zamku na miejscu gdzie na początku XVIII stanęła synagoga.  

### Dawna zabudowa dzielnicy żydowskiej
Dzielnica żydowska opisana przez Kalmana Segala położona była w głębokim parowie między landwerkasarnią w połowie pochyłej ulicy Mickiewicza a rynkiem, od strony koszar, widziało się smukłą wieżę kościoła ojców franciszkanów. Autor opowiadania Nad dziwną rzeką Sambation stwierdza, że ulica Żydowska przecinająca getto od strony placu św. Michała była zaprzeczeniem jakichkolwiek praw geometrycznych, rządzących budową ulic i architekturą domów. Miejscami szeroka jak plac targowy, miejscami wciskająca się między blisko siebie stojące domki, błotnista i cuchnąca od nieskanalizowanych zlewów i wygódek, tworzyła garby i łęki, rzucała pod nogi przechodniów przeszkody w postaci niespodziewanych głazów i niespodziewanych dołów, odpadków jedzenia, zmurszałej słomy i zdechłych kotów. Ze wschodu na zachód przecinała ją druga uliczka o jeszcze straszliwszej prezencji nazwana imieniem wielkiego patrioty i bojownika kościuszkowskiego – Berka Joselewicza. Kalman Segal uważa, że była to jedna z najstarszych, jeśli nie najstarsza dzielnica miasta. Drzwi do izdebek zatrzaśnięte były w średniowieczne kute zamki, o średniowiecznym pochodzeniu świadczyły również charakterystyczne krużganki wokół domów i ślady kominków, które ulegały wielokrotnym przeróbkom, zatracając swój historyczny wygląd, nie upodabniały się wcale do pieców budowanych w XX wieku. Ażeby wejść do takiej izby, należało głęboko się schylić, ponieważ zmurszałe ściany zapadnięte już były głęboko w ziemi. Segal, który w roku 1955 opisał dzielnicę  wspominając jej mieszkańców spostrzega, że byli to ludzie wykazujący wprost filozoficzną pogardę dla spraw higieny i wygody oraz  filozoficzną obojętność w znoszeniu nędzy. W ich domach nie było żadnych przedmiotów zbytku, nie znali najtańszych bodaj obrazów, nie czytywali gazet, nie znali świeckiej muzyki.
W pamięci dawnych mieszkańców najbardziej utkwiły obchody święta Sądnego Dnia. Żydzi tego dnia wkładali czarne chałaty, czarne kapelusze i po przejściu nad San modlili się i „wyrzucali do rzeki grzechy”. Chasydzi tańczyli i śpiewali trzymając się za ręce.  
W pobliżu dzielnicy na obecnej ulicy Łaziennej znajdowała się mykwa należąca do zabudowań dawnej dzielnicy żydowskiej, obecnie Hotel Sanvit. Przy odrzwiach budynku na ulicy Sobieskiego 16 tablica z nazwą ulicy Żydowskiej nadanej przez władze miasta w roku 2013, dawniej ul. Łazienna. 

### Dzielnica w czasie II wojny światowej

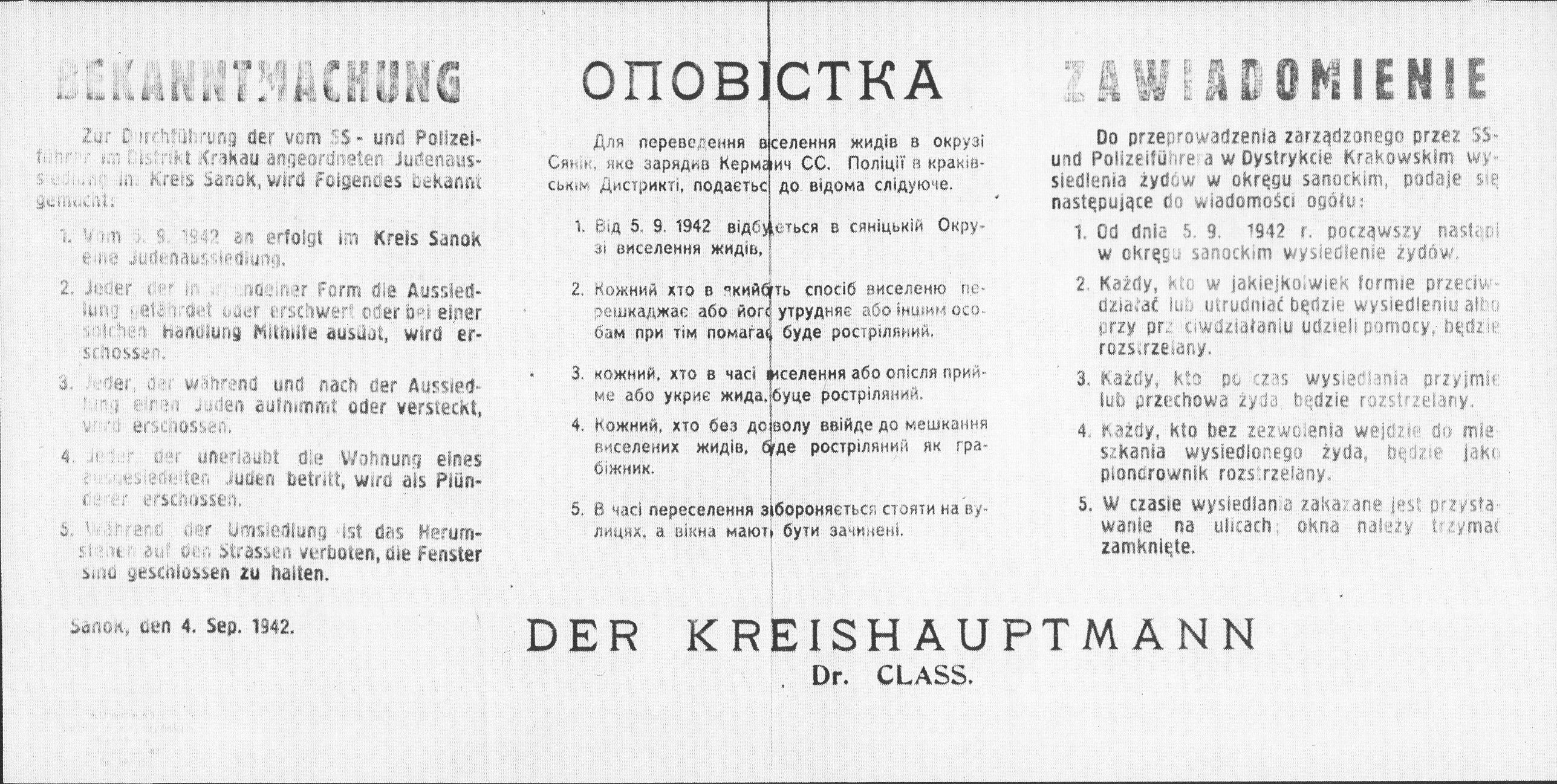
Obwieszczenie o wysiedleniu Żydów w okręgu sanockim, 4 września 1942

Pierwszy pogrom ludności żydowskiej rozpoczął się 16 września 1939 po zajęciu miasta przez oddziały niemieckie i słowackie oraz po objęciu funkcji burmistrza miasta przez Stepana Wanczyckiego, przy aprobacie komendanta Prihody, który przekazał ukraińskim nacjonalistom władzę w regionie. Pod koniec października 1939 sto rodzin żydowskich z całego miasta zostało deportowanych za San, do radzieckiej strefy okupacyjnej. W tej grupie większość przeżyła wojnę.
W 1940 Niemcy sfilmowali odbywające się tu ludowe obrzędy Judasza.   
W 1941 hitlerowcy utworzyli w Sanoku zamknięte getto, w którym więzili około 8000 Żydów z Sanoka i okolicy. Zostali oni zmuszeni m.in. do niewolniczej pracy w kamieniołomach Trepczy dla firmy Kirchhoff, przy rozbudowie obozu jenieckiego w Olchowcach oraz przy naprawach i budowie dróg. Do getta przy współudziale policji żydowskiej zwożono również Żydów z okolicznych wsi. Po zarządzonej na 5 września 1942 akcji wysiedlenia Żydów z Sanoka, wywieziono, m.in. 14 września prawie 5 tys. z nich do obozu pracy w Zasławiu (gdzie część z nich zamordowano, natomiast pozostałych przewieziono do obozu zagłady w Bełżcu), w wyniku czego w sanockim getcie pozostało zaledwie około 200 osób.
Po wysiedleniu Żydów z września 1942 pozostali byli początkowo zgromadzeni w pobliskich koszarach przy ul. Adama Mickiewicza w Sanoku, a w tym czasie mężczyzn z tego grona zaangażowano do instalacji ogrodzenia z drutem kolczastym wokół getta. Getto o charakterze „satelitarnym” istniało w Sanoku od września 1942 do lutego 1943, umieszczono w nim Żydów nie odtransportowanych jeszcze do Zasławia (przeszło przez nie ok. 1000 osób, liczyło średnio ok. 250 mieszkańców). Według innej wersji getto istniało od września do grudnia 1942.
Członkowie sanockiego Judenratu wraz z krewnymi, w tym Leon Werner z rodziną, Majlech Ortner z żoną i synem Motkiem, Lejbisz Strassberg, Trachmannowie, po likwidacji getta zostali w grudniu 1942 aresztowani i straceni przez nazistów w obecności gestapowców Leo Humeniuka, Lipskiego, Johanna Bäckera i Otto Kratzmanna w latach 1942-1943 na nowym cmentarzu. Ich denuncjacji mieli dokonać dwaj członkowie policji żydowskiej (Jüdischer Ordnungsdienst). Holocaust przeżyło 560 sanockich Żydów.
Komendantem getta był Kurt Schupke.
Kalman Segal w powieści historycznej Śmierć archiwariusza wspominał, że po uroczystościach związanych z naborem ochotników do 14 Dywizji Grenadierów SS, Żydzi pędzeni byli ulicami Sanoka na egzekucję nieopodal Zasławia i przez sanockie okopisko.

## Współczesność
Po wojnie na terenie getta został stworzony ogród jordanowski.

## Dzielnica w kulturze i sztuce
- Leon Getz: Dzielnica żydowska (1935, Muzeum Historyczne w Sanoku)
- Marian Pankowski: Matuga idzie (1959)
- Kalman Segal: Nad dziwną rzeką Sambation (1957)